# Was ist das
Singles de LaFee
Prinzesschen Mitternacht
Pistes de LaFee
Du Lebst Lass Mich Frei
Was ist das est une chanson écrite par Bob Arnz et Gerd Zimmermann, et enregistré par la chanteuse allemande LaFee. Il est sorti comme le troisième single de l'album LaFee en Septembre 2006. Une version anglaise de la chanson, intitulée What's Wrong with Me, plus tard, est apparu sur le troisième album studio LaFee Shut Up.

## Liste des chansons
CD Maxi Single
1. "Was ist das" (Radio mix) - 3:22
2. "Was ist das" (Album mix) - 3:54
3. "Was ist das" (Hacienda mix) - 5:47
4. "Warum" - 3:35

## Charts
| Charts    | Meilleure position |
| --------- | ------------------ |
| Allemagne | 17                 |
| Autriche  | 25                 |
| Suisse    | 29                 |